# Bosguérard-de-Marcouville
Bosguérard-de-Marcouville is een plaats en voormalige gemeente in het Franse departement Eure (regio Normandië) en telt 481 inwoners (1999). De plaats maakt deel uit van het arrondissement Bernay. Bosguérard-de-Marcouville is op 1 januari 2017 gefuseerd met de gemeenten Berville-en-Roumois en Houlbec-près-le-Gros-Theil tot de gemeente Les Monts du Roumois. 

## Geografie
De oppervlakte van Bosguérard-de-Marcouville bedraagt 11,9 km², de bevolkingsdichtheid is 40,4 inwoners per km².
De onderstaande kaart toont de ligging van Bosguérard-de-Marcouville met de belangrijkste infrastructuur en aangrenzende gemeenten.

## Demografie
Onderstaande figuur toont het verloop van het inwonertal (bron: INSEE-tellingen).